# Aventuras de Vera, Lúcia, Pingo e Pipoca
Aventuras de Vera, Lúcia, Pingo e Pipoca é o título do primeiro livro infantil da escritora brasileira Maria José Dupré, publicado originalmente no ano de 1943.
A obra, tal como Éramos Seis, também recebe o prêmio Raul Pompéia, da Academia Brasileira de Letras e inaugura a produção literária infantil da autora, que tem prosseguimento com A Ilha Perdida e mais tarde na série do Cachorrinho Samba.